# Anita Šumer
Anita Šumer (rojena Flis), slovenska pekovka, avtorica kuharskih priročnikov, blogerka in prevajalka ter nekdanja športnica in učiteljica, * 15. julij 1984, Ptuj.
Je promotorka nadomeščanja kvasa z drožmi oz. kislim testom (fermentirana mešanica moke in vode) in samoukinja. S svojim delom je poskrbela za največji razmah in obuditev peke z drožmi. Pred njo sta s popularizacijo droži začela Jože Senegačnik in Nataša Djurić, ki je pekla v kuhinji Ane Roš.
Šumerjeva vodi pekovske delavnice in članski program Klub Drožomanija (naročnino na videoposnetke, spletna svetovanja in ostale vsebine). Ima istoimensko skupino na Facebooku. V času pandemije nove koronavirusne bolezni je imela delavnice tudi preko platforme Zoom. Lastne pekarne si ne želi imeti. Moko kupuje pri lokalnih mlinarjih in ekoloških pridelovalcih.
Leta 2019 se je pod okriljem Javne agencije za knjigo predstavila na Frankfurtskem knjižnem sejmu. Bila je gostja oddaje Prava ideja na RTV SLO. Pojavila se je na spletni strani nasasuperhrana.si, projekta Ministrstva za kmetijstvo, gozdarstvo in prehrano. Z nasveti je nastopila v vinskem katalogu 2019 ter na Facebook, YouTube in Instagram profilu trgovske verige Spar.
Njena prva knjiga Drožomanija je junija 2019 prejela naziv najboljše knjige o kruhu na svetu na tekmovanju Gourmand World Cookbook Awards v Macau na Kitajskem. Trenutno je na voljo v petih tujih jezikih: nemščini (Verrückt nach Sauerteig; Narayana, 2019), hrvaščini (Kvasomanija; VBZ, 2019), nizozemščini (Passie voor Desem, Lannoo, 2020), francoščini (Levain a la folie; Lannoo, 2020) in angleščini (Sourdough mania; Grub Street, 2020).
Junija 2020 je izdala svojo drugo knjigo Slana in sladka drožomanija, ki je nadaljevanje in nadgradnja njene prve knjige. Tudi druga knjiga se je uvrstila med 3 najboljše knjige o kruhu na svetu za leto 2021 na istoimenskem tekmovanju. Do zdaj je prevedena v hrvaščino: Slana i slatka kvasomanija: VBZ, 2022; nemščino: Noch verrückter nach Sauerteig, Narayana, 2021, francoščino; nizozemščino: Bakken met Desem, Lannoo, 2021; francoščino: Le levain passionnément, Lannoo, 2021.
Decembra 2021 je izdala svojo tretjo knjigo Umetnost krašenja kruha, namenjeno ustvarjanju krušnih umetnin in čudovitih ter unikatnih daril, naj bo s pekovskim kvasom ali drožmi, z glutenom ali brez. Knjiga je na voljo tudi v angleščino kot e-knjiga Bread Art Ebook.
Za to knjigo je kot prva v zgodovini Slovenije prejela prestižno nagrado Najboljša kuharska knjiga na svetu na tekmovanju Gourmand World Cookbook Awards. Izbrana je bila med več kot 1560 knjigami s celega sveta, sodelovalo je več kot 110 držav.
Vse od izida svoje prve knjige del prihodkov od prodaje namenja v dobrodelnosti, pri 1. knjigi Drožomanija za terapije deklice s cerebralno paralizo, pri drugi društvu Humanitarček za projekt Vida za boljše življenje starostnikov, pri tretji pa Inštitutu Lunina vila, ki pomaga otrokom, ki so utrpeli raznolike zlorabe.
Poleg nadvse poenostavljenih spletnih tečajev za peko z drožmi (z glutenom in brez glutena) v slovenščini in lastne linije trajnostnih in rokodelsko narejenih pripomočkov za peko snema tudi tečaje v angleškem jeziku.
Poleg ljubezni do boljše, bolj zdrave peke kruha in drugih pekovskih izdelkov pa izvaja tudi vadbo kundalini joge kot učiteljica kundalini joge Kundalini Research Institute ter kanalizira po metodi Celestial Inspiration.
Živi in dela v Slovenj Gradcu, kamor se je preselila zaradi moževe službe. Učila je v OŠ Lovrenc na Pohorju, od leta 2013 pa je bila prevajalka.

### Šola, šport in študij
Obiskovala je OŠ Lovrenc na Pohorju in Prvo gimnazijo Maribor. Tekmovala je v karateju kot članica KK Lovrenc na Pohorju. Bila je članica zmagovalne ekipe v katah ekipno na Državnem prvenstvu v karateju leta 2011. Na Filozofski fakulteti v Mariboru je leta 2009 diplomirala iz prevajanja in tolmačenja – nemški jezik ter angleškega jezika s književnostjo.

### Zasebno
Leta 2019 ji je umrl mož.

## Nagrade in priznanja
- 2022: Najboljša kuharska knjiga na svetu (Gourmand World Cookbook Awards, Umea, Švedska) za 3. knjigo Umetnost krašenja kruha[27]
- 2019: Najboljša knjiga o kruhu[14] (Gourmand World Cookbook Awards, Makav, Kitajska) za 1. knjigo Drožomanija
- 2019: Ime julija (val 202), nominirana za ime leta[28]
- 2012: bronasti grb Občine Lovrenc na Pohorju za vidne športne dosežke[29]

## Športni dosežki
- Ekipno državno prvenstvo KZS, 4. junij 2011, Polzela - 1. mesto (ekipno kate, članice)[22][23]
- 2. Pokalna tekma KZS, 17. oktober 2009, Trbovlje - 2. mesto (kate, članice)[30]
- 1. Pokalna tekma KZS, 29. marec 2009, Šenčur - 2. mesto (kate, članice)[31]
- Pokal Slovenije 2007, 2. tekma, 20. maj 2007 - 2. mesto (kate, članice)[32]
- Državno prvenstvo v karateju za člane, 19. marec 2005, Šenčur - 3. mesto (športne borbe, članice, do 53 kilogramov)[21]